# BI-3336
La carretera  BI-3336  se corresponde con el antiguo trazado de la carretera  BI-632 , hoy denominada  N-636 , entre Elorrio y el enlace con la  N-634  en el barrio de Traña (Abadiano), conurbado con Durango. Tras la construcción de la autovía entre Guerediaga y Elorrio, esta vía quedó relegada a un tráfico eminentemente local. Atraviesa las localidades de Apatamonasterio (Achondo), Muncharaz y Celayeta (Abadiano) antes de llegar a Durango. Antes de la transferencia de las carreteras comarcales a las Diputaciones Forales, esta vía de denominó  C-6322 .

## Trazado
| Velocidad | Esquema | Carretera que enlaza                                  |
| --------- | ------- | ----------------------------------------------------- |
|           |         | N-634 Bilbao - San Sebastián                          |
|           |         | GI-3333 Durango - Traña centro comercial              |
|           |         | Durango centro comercial                              |
|           |         | Durango - BI-623 Polígono Astola centro comercial     |
|           |         | Polígono Astola                                       |
|           |         | GI-3323 Traña                                         |
|           |         | Abadiano Celayeta                                     |
|           |         | BI-4335 Mendiola                                      |
|           |         | Abadiano Muncharaz                                    |
|           |         | N-636 Durango - Elorrio - Mondragón                   |
|           |         | Achondo Apatamonasterio BI-4332 Achondo Axpe Arrázola |
|           |         | N-636 Durango - Mondragón BI-3331 Elorrio             |